# Baile na Suméria
Baile na Suméria é o quinto álbum solo do renomado guitarrista brasileiro Paulinho Guitarra, e o quarto com sua banda "The Very Very Cool Cool Band".
O álbum - um EP com músicas instrumentais que foi lançado em 2020 pelo seu selo Independente "Very Cool Music" - e que traz uma sonoridade mais voltada para a soul music, foi gravado durante a pandemia de Covid-19, e o guitarrista foi acompanhado de Alberto Continentino, Renato Massa, Ricardo Brazil, Kiko Continentino, Marcos Nimrichter, Mac Willian, Marcelo Linhares, Marcelo Martins, José Carlos Bigorna, Serginho Trombone, Jessé Sadoc, José Marcos (Zema) e Marcelo Frisieiro.

## Faixas
- Todas as faixas compostas por Paulinho Guitarra.

| N.º | Título            | Duração |  |
| 1.  | "Inanna Fun"      | 3:46    |  |
| 2.  | "Shem Shem"       | 4:18    |  |
| 3.  | "120 Shars Beat." | 4:58    |  |
| 4.  | "Niu Niu"         | 4:38    |  |